# One Island East
La One Island East est un gratte-ciel de bureaux situé à Hong Kong. Sa construction s'est terminée en 2008.